# Canòdrom Pavelló de l'Esport
El Canòdrom Pavelló de l'Esport va ser un edifici dedicat a les curses de llebrers a Barcelona. Fou bastit el 1950 com a recinte poliesportiu i des de 1953 es va reconvertir en canòdrom, adoptant el nom de Canòdrom Pavelló, finalitat que va dur a terme fins al seu tancament el 1999.

## Història

### El Pavelló d'Esports
El recinte fou inaugurat com a pavelló poliesportiu descobert el 12 de juliol de 1950, amb un combat de boxa entre el campió d'Europa, Luis Romero Pérez i el campió de Suïssa, Calistro Etter. Poc després es va acabar la pista ciclista.
Durant la seva primera etapa com a pavelló poliesportiu (1950-53) l'espai va acollir tot tipus d'esdeveniments esportius, com ara dues edicions del Campionat del Món d'hoquei patins (1951 i 1954), guanyats tots dos per la selecció espanyola, o quatre proves del Campionat d'Espanya de ciclisme en pista entre 1951 i 1953.

### El Canòdrom Pavelló
El 6 de gener de 1953 es van disputar per primera vegada curses de llebrers al recinte, activitat que progressivament va anar guanyant importància en detriment de la resta d'activitats esportives que encara s'organitzaven en el recinte. Amb la construcció del nou Palau Municipal dels Esports l'any 1955, construït i inaugurat amb motiu dels Jocs del Mediterrani d'aquell mateix any, l'espai va perdre la seva funció poliesportiva original i va quedar exclusivament com a canòdrom, canviant el seu nom original de Pabellón del Deporte per Canódromo Pabellón.
La pista va viure el seu apogeu durant els anys 50 als 70, aprofitant l'esplendor que llavors va viure aquest esport, i va ser el punt habitual de disputa de proves a Barcelona conjuntament amb el Canòdrom Meridiana. Entre altres proves va acollir tres edicions del Campionat d'Espanya de llebrers en pista (1953, 1958 i 1998). Als anys 90 va entrar en declivi i el 24 de febrer de 1999 s'hi van disputar les darreres proves, oficialment per encetar obres de reforma, però no va tornar a obrir les portes. Un mes després es va anunciar que l'ONCE l'enderrocaria per construir-hi el seu CRE (escola de formació) a la ciutat. Fou enderrocat el 2001.